# Paul von Hindenburg
Paul Ludwig Hans Anton von Beneckendorff und von Hindenburg (listenⓘ), còn được biết đến ngắn gọn là Paul von Hindenburg (listenⓘ, tên phiên âm là Hin-đen-bua (2 tháng 10 năm 1847 - 2 tháng 8 năm 1934) là một Thống chế và chính khách người Đức. Tuy có những lời chỉ trích ông, trong ký ức của hàng triệu người Đức trước và sau cuộc Chiến tranh thế giới lần thứ nhất, Paul von Hindenburg là người anh hùng của trận Tannenberg, là hiện thân của những phẩm chất cao đẹp của dân tộc Phổ xưa, là kỷ luật, đạo đức, tư cách đáng trọng và ngăn nắp.
Hindenburg có một thời gian dài trong binh nghiệp trong quân đội Phổ và về hưu năm 1911. Tuy vậy, ông được gọi tái ngũ trong cuộc Chiến tranh thế giới lần thứ nhất và được công chúng biết đến như người chiến thắng trong trận đánh tại Tannenberg năm 1914, ở tuổi 66. Sau đó, ông được cử vào chức vụ Tổng Tham mưu trưởng Quân đội Đức và có được sự hâm mộ của quân chúng cũng như sự sủng ái của Hoàng đế. Hindenburg về hưu một lần nữa vào 1919, nhưng trở lại chính trường một lần nữa khi được bầu làm Tổng thống Đức vào năm 1925.
Trong nhiệm kỳ thứ hai của mình, ông không còn sự lựa chọn nào khi buộc phải chỉ định Hitler vào chức vụ Thủ tướng vào tháng Giêng 1933. Sau khi Hindenburg qua đời vào năm sau, Hitler tuyên bố chức vụ tổng thống bị bỏ trống, tự xưng mình là "Führer" và biến đổi nước Đức thành quốc gia phát xít.

## Thời niên thiếu
Hindenburg đã được sinh ra tại vùng Posen, Vương quốc Phổ (nay thuộc Poznan, Ba Lan), con trai của một quý tộc Phổ là Robert von Beneckendorff und von Hindenburg (1816-1902) và vợ là bà Luise Schwickart (1825-1893), một người thuộc tầng lớp bình dân. Ông là anh trai lớn với các em Otto (trai, sinh 24 tháng 8 năm 1849), Ida (gái, sinh 19 tháng 12 năm 1851), và Bernhard (trai, sinh 17 tháng 1, 1859). Gia đình mong muốn ông trở thành một Sĩ quan Quân đội Phổ, và ông cũng sẵn lòng. Gia đình Hindenburg có một vị tổ là Đoàn trưởng Otto Frederick von Hindenburg từng bị thọt khi chiến đấu trong trận đánh tại Torgau (1760), và được vua Friedrich II Đại Đế ban cho một điền trang Neudeck. Thiếu thời, cậu bé Hindenburg thường lắng nghe chuyện về những chiến công anh hùng do một người làm vườn kể - ông này đã già và xưa kia ông từng là người đánh trống trong Quân đội của vua Friedrich II Đại Đế.

## Thời binh nghiệp trong quân đội Đức

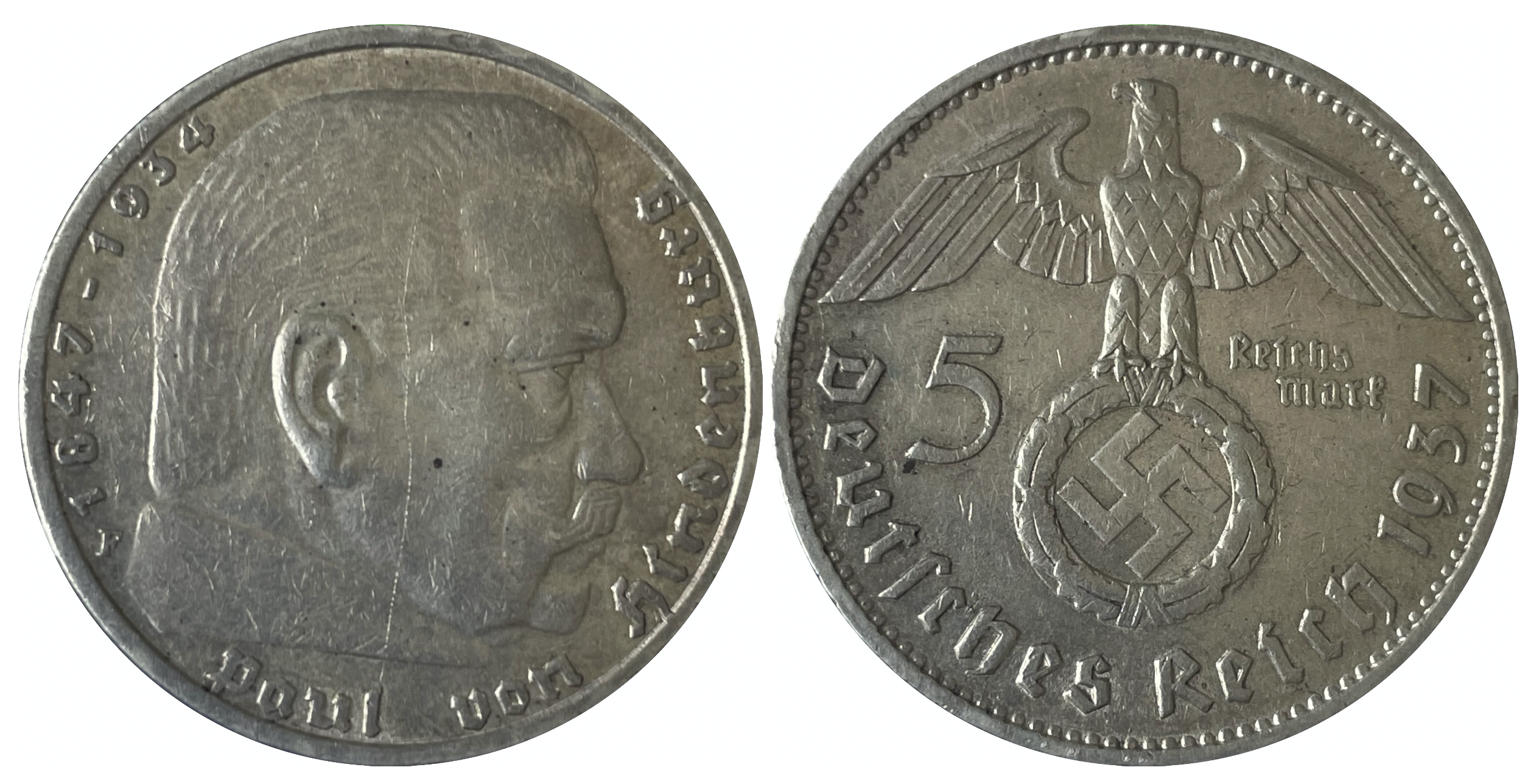
Xu bạc: 5 Reichsmark với mặt trước là chân dung của Paul von Hindenburg - 1937 F

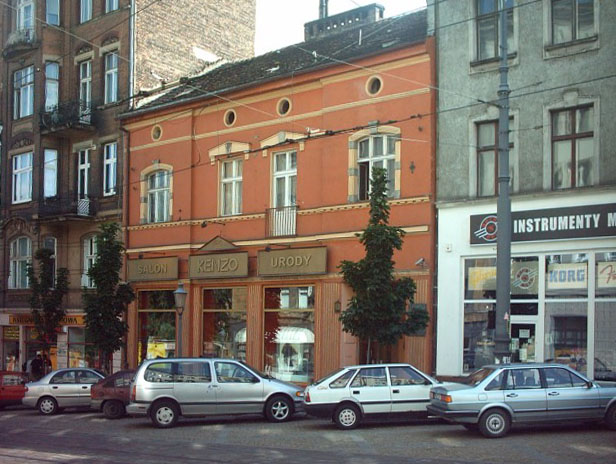
nhà số 6 phố Podgórna, Poznan, Ba Lan; nơi von Hindenburg từng sinh ra và sống ở đây

Sau thời niên thiếu của Hindenburg trải qua ở Wahlstatt (ngày nay là Legnickie pole) và trường thiếu sinh quân Berlin, ông tham gia trong Chiến tranh Áo - Phổ (1866) và Chiến tranh Pháp - Phổ (1870 - 1871). Với sự nổi bật của mình, Hindenburg đã được chọn vào nhóm vệ binh danh dự hộ vệ Hoàng đế Đức lên ngôi tại Cung điện Versailles vào ngày 18 tháng 1, 1871.

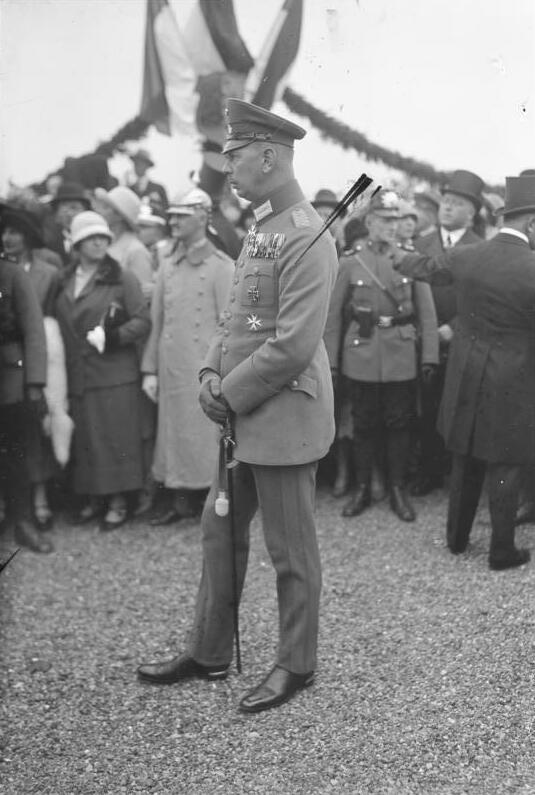
Oskar von Hindenburg

Hindenburg vẫn tiếp tục tham gia quân đội và thăng tiến dần trong con đường binh nghiệp của mình. Ngày 22 tháng 3 năm 1897, ông được thăng Thiếu tướng; ngày 9 tháng 7 năm 1900, được thăng Trung tướng, giữ chức Tư lệnh Sư đoàn 28, Karlsruhe. Ngày 22 tháng 6 năm 1905, ông được cử giữ chức vụ Tư lệnh Quân đoàn IV Magdeburg, với cấp bậc Thượng tướng Bộ binh (tiếng Đức: General der Infanterie).
Ông lập gia đình với một quý tộc Đức là bà Gertrud von Sperling, em gái tướng Kurt von Sperling. Hai ngưới có với nhau 2 người con gái là Irmengard Pauline (1880) và Annemaria (1891), và một con trai, Oskar von Hindenburg (1883). Khi Hoàng đế Wilhelm I qua đời vào năm 1888, Hindenburg đã đưa cậu con trai 5 tuổi của mình đến xem cố Hoàng đế nằm trong quan tài. Ông phát huy sự nghiệp quân sự cho Oskar, và gả hai cô con gái của mình cho các quý tộc Đức.

## Chiến tranh thế giới thứ nhất

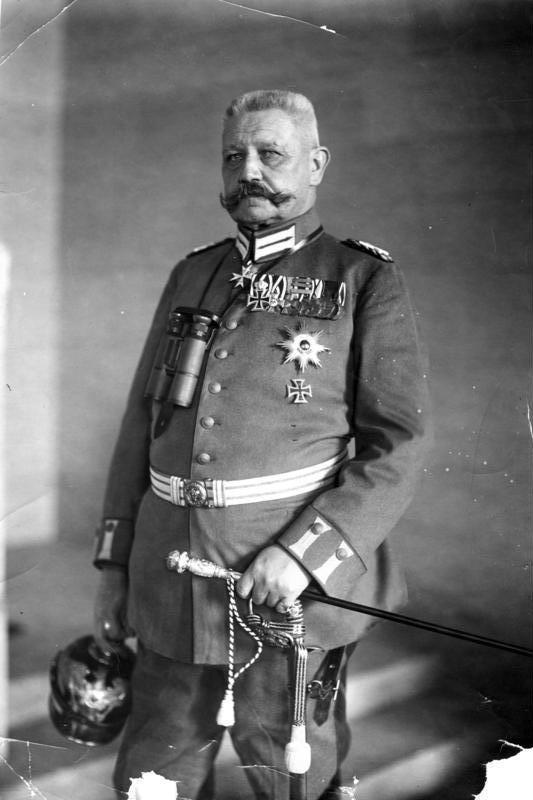
Anh chụp Hindenburg năm 1916

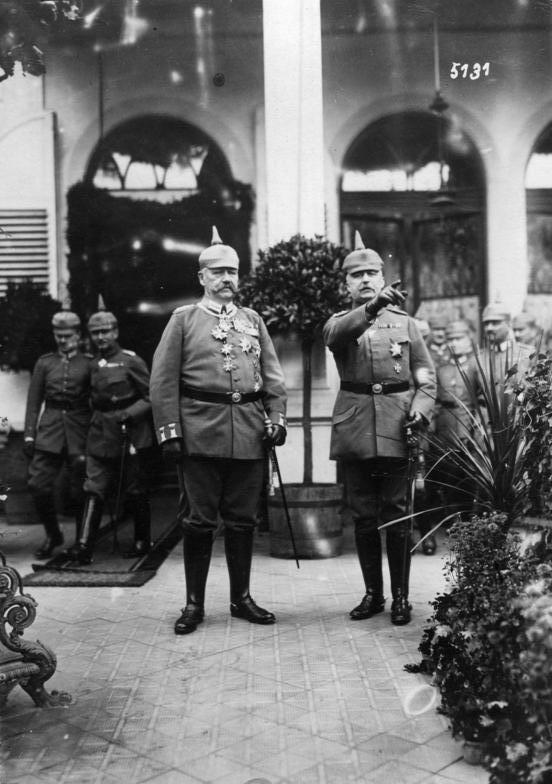
Hindenburg và Ludendorff 1917

Tuy rằng Hindenburg giải ngũ vào năm 1911, nhưng nhanh chóng được gọi tái ngũ vào năm 1914 bởi Tổng tham mưu trưởng quân đội Đức bấy giờ là Helmuth von Moltke. Ông được giao chức Tư lệnh Tập đoàn quân VIII (thay cho Max von Prittwitz) với nhiệm vụ chốt chặn các Tập đoàn quân I và II của Nga tại Đông Phổ. Trước đó, do thất bại trước Tập đoàn quân I của quân Nga tại trận Gumbinnen, người tiền nhiệm của Hindenburg là Maximilian von Prittwitz đã có kế hoạch bỏ Đông Phổ và rút về bên kia sông Vistula. Ngay khi nhận chức, Paul von Hindenburg và tham mưu trưởng của mình là Erich Ludendorff đã điều một số sư đoàn từ mặt trận phía Tây về để cứu nguy Đông Phổ. Nhờ có sự tăng viện này và quân Đức đã ngừng rút lui và chuyển sang phản công quân Nga. Kết quả cuối cùng là quân Nga đại bại trong trận Tannenberg rồi trận hồ Masurian sau đó và Đông Phổ hoàn toàn được giải phóng. Với những chiến thắng vang dội này, Hindenburg và Ludendorff trở thành biểu tượng của tài năng của dân tộc Đức. Ông trở thành một vị anh hùng dân tộc được trọng vọng. Ngày 26 tháng 8 năm 1914, Hindenburg được phong cấp bậc Đại tướng (tiếng Đức: Generaloberst).
Đầu tháng 11 năm 1914, Hindenburg được cử làm Tổng chỉ huy Mặt trận phía Đông (Ober-Ost). Cuối tháng 11, sau thắng lợi ở Lozt, Hindenburg được thăng quân hàm Thống chế. Các đơn vị thuộc quyền của ông cũng được tổ chức lại thành 3 Tập đoàn quân VIII, IX, X và một số quân đoàn độc lập.
Cả Hindenburg và Ludendorff đều cho rằng cần tăng cường lực lượng hơn nữa tại mặt trận phía đông nhằm tiêu diệt hoàn toàn quân Nga. Tuy nhiên, Tổng tham mưu trưởng Quân đội Đức là Erich von Falkenhayn lại cho rằng chỉ cần duy trì ở mức để cho quân Nga nản lòng mà rút ra khỏi cuộc đại chiến, và Quân đội Đức sẽ rảnh tay để tập trung làm "chảy máu" quân Pháp trong trận Verdun. Nhưng, đây là một sai lầm lớn của Falkenhayn, dẫn đến thất bại chiến lược của quân Đức tại Verdun và Hindenburg được cử làm Tổng tham mưu trưởng thay cho Falkenhayn vào tháng 8 năm 1916. Erich Ludendorff trở thành chủ nhiệm Tổng cục hậu cần thứ nhất của ông. Các tranh ảnh thời chiến thường cho thấy nhóm "Tam hùng" bao gồm Hoàng đế Wilhelm II cùng hai chiến binh tài năng Hindenburg và Ludendorff, làm lu mờ những bất hòa giữa họ. Tuy Hoàng đế thực chất không ưa Ludendorff và cũng chẳng thích Hindenburg, Hoàng đế lại không làm được nhiều điều để ngăn chặn việc hai người chiến binh này thiết lập một chế độ độc tài quân sự sau khi hai ông thành công trong việc loại trừ Thủ tướng nước Đức khi đó là Theobald von Bethmannn Hollweg ra khỏi Chính phủ Đức vào tháng 7 năm 1917.
Tổng tham mưu trưởng Quân đội Đức Hindenburg cũng chứng kiến các cuộc "tổng tiến công Ludendorff" vào năm 1918 - những cuộc tổng tấn công nhằm giành lấy chiến thắng quyết định cho nước Đức. Tuy nhiên, chúng kết thúc với thảm bại của Quân đội Đức.

## Qua đời
Vào ngày 1 tháng 8 năm 1934, Paul von Hindenburg từ trần tại điền trang riêng của ông. Ngày hôm sau, các lực lượng vũ trang tuyên thệ trung thành với Adolf Hitler. Vào ngày 7 tháng 8, Adolf Hitler tiến hành lễ mai táng vị cố Tổng thống, tại một nơi vinh danh nằm gần chiến trường Tannenberg oanh liệt xưa kia. Đại thắng của ông tại Tannenberg cũng thường được Đức Quốc xã lấy ra tuyên truyền. Nhưng vào tháng 1 năm 1945, trong cuộc Chiến tranh thế giới lần thứ hai, Hồng quân Liên Xô tiến đánh vùng Đông Phổ, thi hài ông được di dời ra khỏi đây.